# Blue Öyster Cult
Blue Öyster Cult (angleška izgovorjava /ˈɔɪ.stər/; pogosto krajšano BÖC ali BOC) je ameriška rock skupina, ustanovljena leta 1967 v Stony Brooku v New Yorku, najbolj znana po singlih »(Don't Fear) The Reaper«, »Burnin 'for You« in »Godzilla«. Po vsem svetu so prodali 25 milijonov plošč, od tega v ZDA sedem milijonov. Glasbeni videoposnetki skupine, zlasti "Burnin 'for You", so se ob premieri glasbene televizijske mreže leta 1981 veliko vrteli na MTV-ju, s čimer so zaznamovali prispevek skupine k razvoju in uspehu glasbenega videa v sodobni popularni kulturi.
V najdaljši in komercialno najuspešnejši zasedbi Blue Öyster Culta so Donald "Buck Dharma" Roeser (glavna kitara, vokal), Eric Bloom (glavni vokal, ritem kitara), Allen Lanier (klaviature, ritem kitara, spremljevalni vokali), Joe Bouchard (bas, vokal) in Albert Bouchard (bobni, tolkala, vokal). Današnja zasedba skupine še zmeraj vključuje Blooma in Roeserja, poleg Dannyja Mirande (bas, spremljevalni vokal), Richieja Castellana (klaviature, ritem kitara, spremljevalni vokali) in Julesa Radina (bobni, tolkala). Duo menedžerja skupine Sandy Pearlman in rock kritik Richard Meltzer, ki sta se tudi spoznala na univerzi Stony Brook, sta imela ključno vlogo pri pisanju številnih besedil skupine.